# Lophodermium jiangnanense
Lophodermium jiangnanense är en svampart som beskrevs av Y.R. Lin & S.J. Wang 2004. Lophodermium jiangnanense ingår i släktet Lophodermium och familjen Rhytismataceae.   Inga underarter finns listade i Catalogue of Life.